# Comisión de Valores de las Bahamas
La Comisión de Valores de las Bahamas (en inglés: Securities Commission of the Bahamas, SCB), anteriormente conocida como la Junta de Valores de las Bahamas, es la agencia encargada de la regulación financiera de fondos de inversión, valores y mercados de capitales en las Bahamas. Entre otras responsabilidades, hace cumplir la Ley de Proveedores de Servicios Financieros y Corporativos, la Ley de Activos Digitales e Intercambios Registrados (DARE) y la Ley de Comercio de Créditos de Carbono. Sus miembros son nombrados por el ministro de Finanzas.
A partir de 2015, la SCB supervisaba más de 1,000 empresas. Ese año, la comisión aceptó un puesto de dos años como presidenta del Grupo Caribeño de Reguladores de Valores.

## Historia
La SCB fue establecida en 1995 mediante la Ley de la Junta de Valores, pero su mandato actual está regulado por la Ley de la Industria de Valores de 2011. Sus oficinas están ubicadas en Poinciana House, en East Bay Street, Nassau.

## Líderes
La directora ejecutiva es Christina Rolle, quien ha ocupado este cargo desde el 26 de enero de 2015. Fue precedida por Hillary H. Deveaux, quien sirvió como director ejecutivo interino desde el 11 de septiembre de 2013 hasta 2015.
Entre los presidentes de la comisión se incluyen Timothy Donaldson y Tonya Bastian Galanis.